# Frea rufina
Frea rufina är en skalbaggsart som beskrevs av Stefan von Breuning 1977. Frea rufina ingår i släktet Frea och familjen långhorningar. Inga underarter finns listade i Catalogue of Life.